# The Kingsmen
The Kingsmen var en amerikansk garagerock-grupp som bildades år 1959 i Portland, Oregon. Gruppen blev är främst ihågkomna på grund av en enda låt, "Louie Louie", en sång av Richard Berry som de släppte i sin version 1963. Deras version av låten blev stilbildare inom garagerocken då det blev en sorts mall på hur en riktig garagerocklåt skulle vara.
Gruppen fick fler hits senare under 1960-talet, bland annat 1964 genom en cover av Barret Strongs "Money (That's What I Want)" och den egna "The Jolly Green Giant" (1965) men ingen så stor som "Louie Louie".

## Medlemmar
Nuvarande medlemmar
- Mike Mitchell – sång, gitarr (1959– )
- Dick Peterson – trummor (1963– )
- Steve Peterson – keyboard (1988– )
- Kim Nicklaus – keyboard (1982–1984, 2000– )
- Todd McPherson – basgitarr (1992– )
- Dennis Mitchell – gitarr (2006– )

Tidigare medlemmar
- Lynn Easton – sång, trummor, saxofon (1959–1967)
- Jack Ely – sång, gitarr (1959–1963; död 2015)
- Bob Nordby – basgitarr (1959–1963)
- Don Gallucci – keyboard (1962–1963)
- Gary Abbott – trummor (1963)
- Norm Sundholm – basgitarr (1963–1967)
- Barry Curtis – keyboard (1963–2005)
- Kerry Magness – basgitarr (1966–1967; död 2004)
- J.C. Rieck – keyboard, sång (1966–1967; död 2019)
- Turley Richards – sång, gitarr (1967)
- Pete Borg – basgitarr (1967)
- Jeff Beals – basgitarr (1967–1968)
- Steve Friedson – keyboard (1967–1973)
- Yank Barry – sång (1968–1969)
- Fred Dennis – basgitarr (1972–1984)
- Andy Parypa – basgitarr (1982–1984)
- Marc Willett – basgitarr (1984–1992)

## Diskografi (urval)
Album
- 1963 – The Kingsmen in Person
- 1964 – The Kingsmen, Vol. 2
- 1965 – How to Stuff a Wild Bikini [Original Soundtrack]
- 1965 – The Kingsmen, Vol. 3
- 1965 – The Kingsmen on Campus
- 1966 – Up and Away
- 1980 – The Kingsmen – A Quarter To Three
- 1980 – The Kingsmen - Ya Ya
- 1980 – The Kingsmen - House Party
- 1992 – Live and Unreleased (inspelad 1963)
- 1994 – Since We’ve Been Gone (inspelad 1967)
- 1995 – The Kingsmen – Plugged
- 2003 – Garage Sale

Singlar
- 1963 – "Louie Louie" / "Haunted Castle"
- 1964 – "Money" / "Bent Scepter"
- 1964 – "Little Latin Lupe Lu" / "David's Mood"
- 1964 – "Death Of An Angel" / "Searching For Love"
- 1964 – "The Jolly Green Giant" / "Long Green"
- 1965 – "The Climb" / "The Waiting"
- 1965 – "Annie Fanny" / "Give Her Lovin’"
- 1965 – "(You Got) The Gamma Goochee" / "It's Only The Dog"
- 1966 – "Little Green Thing" / "Killer Joe"
- 1966 – "The Krunch" / "The Climb"
- 1966 – "My Wife Can't Cook" / "Little Sally Tease"
- 1966 – "If I Needed Someone" / "Grass Is Green"
- 1967 – "Trouble" / "Daytime Shadows"
- 1967 – "Children's Caretaker" / "The Wolf of Manhattan"
- 1967 – "(I Have Found) Another Girl" / "Don’t Say No"
- 1968 – "Bo Diddley Bach" / "Just Before the Break of Day"
- 1968 – "Get Out of My Life Woman" / "Since You’ve Been Gone"
- 1968 – "On Love" / "I Guess I Was Dreamin’"
- 1973 – "You Better Do Right" / "Today"